# اکتون، قلمرو پایتختی استرالیا
اکتون (به انگلیسی: Acton) یک حومه شهر در استرالیا است که در قلمرو پایتختی استرالیا واقع شده‌است.